# Eleição suplementar
Uma eleição suplementar ou parcial é uma eleição usada para preencher um cargo que ficou vago entre as eleições gerais. 
Uma vaga pode surgir como resultado da morte ou renúncia de um titular, ou quando o titular se torna inelegível para continuar no cargo (devido a um recall, mandato duplo proibido, condenação criminal ou falha em manter um comparecimento mínimo), ou quando um eleição é invalidada por irregularidades na votação. Em alguns casos, uma vaga pode ser preenchida por um método diferente de uma eleição suplementar (como a indicação de um suplente pelo partido do membro cedente) ou o cargo pode ficar vago. Estas eleições podem ser realizadas a qualquer momento no país. 
Uma eleição para preencher uma vaga criada quando uma eleição geral não pode ocorrer em um determinado distrito eleitoral (como quando um candidato morrer pouco antes do dia da eleição) pode ser chamada de eleição parcial em algumas jurisdições, ou pode ter um nome diferente. Em regimes parlamentaristas e de voto distrital, como o Reino Unido, Canadá e Austrália, esse método é conhecido como by-election.
No Brasil, uma eleição suplementar pode ser convocada para os cargos executivos (presidente, governador e prefeito), nos casos em que haja mais de 50% de votos nulos; também nos casos de cassação, indeferimento do registro ou perda do mandato político, independentemente do número de votos nulos.

## Origens
O procedimento para preencher uma vaga na Câmara dos Comuns da Inglaterra foi desenvolvido durante o Parlamento da Reforma do século 16 por Thomas Cromwell;  anteriormente, um assento permanecia vazio após a morte de um membro.  Cromwell planejou uma nova eleição que seria convocada pelo rei no momento de sua escolha.  Isso tornou simples garantir que o assento recompensasse um aliado da coroa.
Durante os dezoito anos do Parlamento Cavalier de Carlos II, que durou de 1661 a 1679, as eleições parciais foram o principal meio pelo qual novos membros entraram na Câmara dos Comuns.

## Em círculos eleitorais uninominais
As eleições suplementares são realizadas na maioria das nações que elegem seus parlamentos por meio de círculos eleitorais de um único membro, seja com ou sem um segundo turno. Isso inclui a maioria dos países da Commonwealth, como Reino Unido, Canadá, Austrália e Nova Zelândia, bem como países não pertencentes à Commonwealth, como França e Itália (até 2006). No entanto, em alguns casos, como a Assembleia Nacional Francesa, as eleições parciais são usadas apenas para preencher algumas vagas, sendo as outras preenchidas pela ocupação de uma cadeira por um candidato indicado pelo candidato vacante.
Nos Estados Unidos, essas disputas são chamadas de "eleições especiais" porque nem sempre ocorrem no dia da eleição, como as eleições regulares para o Congresso. As eleições especiais são realizadas quando uma cadeira na Câmara dos Representantes, no legislativo estadual ou no legislativo local fica vaga. Em nível federal, a Constituição dos EUA exige que as vagas na Câmara dos  Representantes sejam preenchidas com uma eleição especial (ao contrário do Senado, onde cabe à lei do estado envolvido determinar como a vaga é preenchida). Na maioria dos casos em que uma vaga é preenchida por meio de uma eleição especial, uma primária também será realizada para determinar quais candidatos representarão os principais partidos. 

## Em círculos eleitorais multinominais
Quando uma cadeira em um distrito eleitoral multi-membro fica vaga, as consequências variam. Por exemplo, uma eleição suplementar pode ser realizada para preencher apenas a vaga, todas as cadeiras no distrito eleitoral podem ser disputadas na eleição suplementar, ou a vaga pode ser preenchida por outros meios.
Normalmente, os sistemas de representação proporcional de lista partidária não realizam eleições suplementares. Em vez disso, o candidato não eleito mais bem-sucedido nomeado na lista do vago preenche a vaga automaticamente. No entanto, a Turquia é uma exceção, pois realiza eleições suplementares quando muitas cadeiras ficam vagas no parlamento (como em 1986) ou uma votação repetida tem que ser realizada (como em 2003).
Em sistemas distritais multi-membros que não empregam listas partidárias – voto único transferível, voto único intransferível e voto majoritário plurinominal – as vagas podem ser preenchidas por uma eleição suplementar. Isso é feito, por exemplo, no Dáil da República da Irlanda (STV), no Parlamento de Vanuatu (SNTV) e no Senado das Filipinas (Pl. AL). Nesses sistemas, as alternativas à realização de uma eleição suplementar incluem:
- redeterminar os resultados da eleição com os vagos desconsiderados, como na Tasmânia[9] ou no Território da Capital Australiana,[10]

- manter a cadeira vaga até a próxima eleição geral. Isso geralmente ocorre se uma vaga surgir pouco antes de uma eleição geral planejada (dentro de seis meses na Nova Zelândia).

- nomear outro candidato com a mesma afiliação do antigo membro, como cadeiras do Parlamento Europeu na República da Irlanda.

Para o Senado australiano (no qual cada estado forma um eleitorado multi-membro eleito por voto único transferível), o parlamento estadual nomeia um substituto em caso de vaga; em 1977, um referendo alterou a Constituição para exigir que a pessoa nomeada pertença ao mesmo partido político (se houver) que o senador originalmente eleito para aquela cadeira. Os estados com uma câmara alta eleita via STV (Nova Gales do Sul, Victoria e Austrália do Sul) usam o mesmo método, exceto a Austrália Ocidental, que realiza uma recontagem de votos para determinar o novo vencedor, com os membros em exercício mantendo seus assentos.

## Em sistemas mistos
Sistemas de representação proporcional mista, membros adicionais e votação paralela, nos quais alguns membros são escolhidos por listas partidárias e alguns por constituintes uninominais, geralmente realizam eleições suplementares para preencher uma vaga em uma cadeira eleitoral; por exemplo, o assassinato de Shinzo Abe resultou em uma eleição suplementar no 4º distrito de Yamaguchi, que Abe representou na Câmara dos Representantes do Japão (eleito por votação paralela). Se surgir uma vaga em uma cadeira de lista partidária, ela será preenchida da maneira usual para sistemas proporcionais de lista partidária; por exemplo, na renúncia de Darren Hughes ao Parlamento da Nova Zelândia em março de 2011, Louisa Wall ocupou a cadeira depois que todos os cinco candidatos acima dela na lista do Partido Trabalhista da Nova Zelândia a recusaram.
Exceções a esta regra existem: No Bundestag alemão, que usa representação proporcional mista, as eleições suplementares foram originalmente realizadas na vacância de qualquer cadeira eleitoral. Isso foi alterado em janeiro de 1953, desde então as vagas em assentos eleitorais foram preenchidas pelo próximo candidato na lista estadual do partido que ganhou o assento, da mesma forma que as vagas entre assentos de lista. Confusamente, essa mudança ocorreu junto com uma mudança de voto único misto, onde um único conjunto de votos era usado para assentos eleitorais e de lista, para um sistema proporcional misto convencional de dois votos - uma mudança que concedeu aos membros do distrito um mandato eleitoral distinto dos assentos da lista do partido. As eleições suplementares agora são realizadas apenas se surgir uma vaga em um assento eleitoral e não houver uma lista partidária associada com a qual preenchê-la - normalmente, se o antigo membro foi eleito como independente. Isso é conhecido como eleição substituta (Ersatzwahl). Como nenhum independente foi eleito para o Bundestag desde o primeiro período legislativo, nenhuma eleição substituta desse tipo ocorreu.